# Requisitos de visado para No Ciudadanos de Estonia

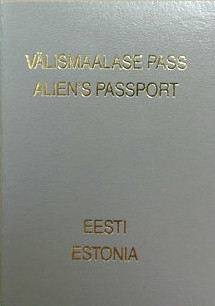
Pasaporte para No Ciudadanos Estonios

Requisitos de visado para No Ciudadanos de Estonia  son restricciones de entrada administrativa  por las autoridades de otros estados colocados en titulares del pasaporte para No Ciudadanos de Estonia.

## Mapa de requisitos del visado

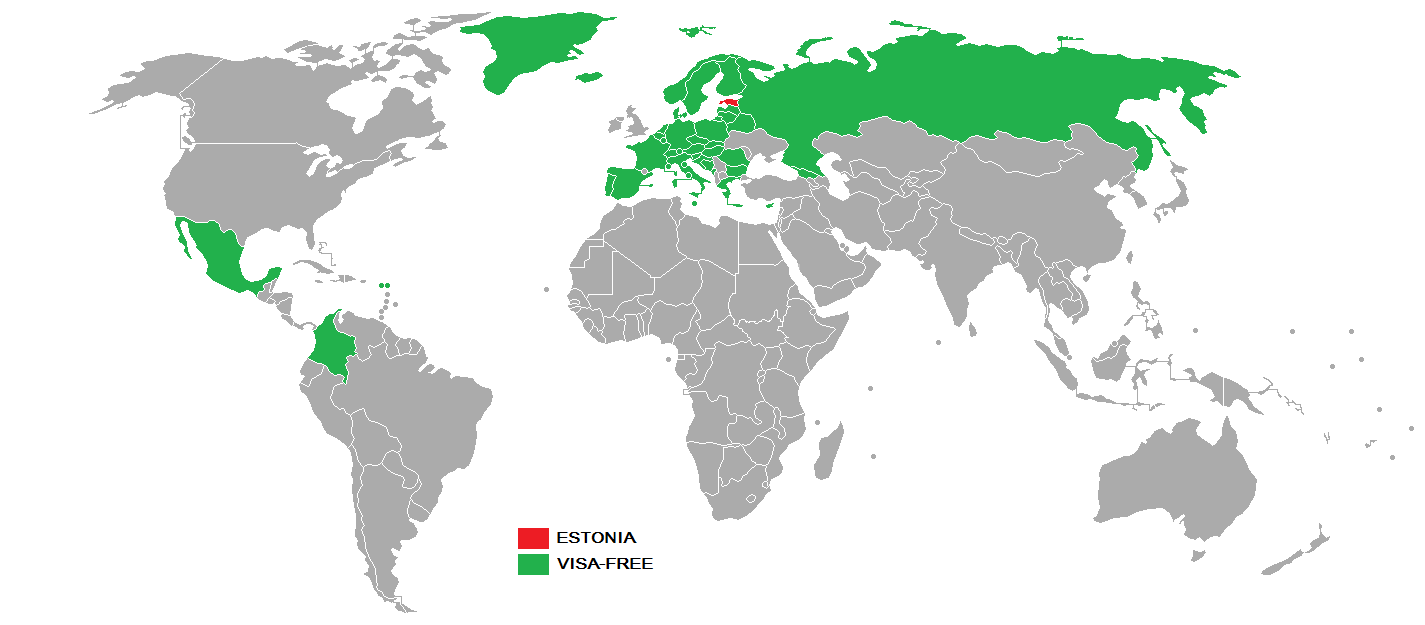
Requisitos de visado para ciudadanos no estonios

## Acceso libre de visa
Los No Ciudadanos de Estonia  pueden entrar a  los países siguientes y territorios sin visado:
- Espacio Schengen (90 días dentro de un periodo de 180 días)
- Aruba (30 días)
- Bielorrusia (30 días, debe arribar en el Aeropuerto Internacional de Minsk)
- Bosnia y Herzegovina (90 días dentro de un periodo de 180 días)
- Bulgaria (Las mismas del espacio Schengen)
- Colombia (90 días dentro de 360 días)
- Croacia (Las mismas del espacio Schengen)
- Curazao (30 días)
- Chipre (Las mismas del espacio Schengen)
- Ecuador (90 días dentro de 180 días)
- Georgia (90 días dentro 180 días; puede usar su Documento de Identidad Nacional)
- México (180 días dentro de 360 días)
- Montenegro  (30 días)
- Rumanía (Las mismas del espacio Schengen)
- Sint Maarten (30 días)
- Rusia (90 días dentro de 180 días)